# Pháp Hiền
Thiền sư Pháp Hiền (?-626) họ Đỗ, người huyện Chu Diên nay là huyện Gia Lâm (Hà Nội) thuộc thế hệ thứ nhất dòng Pháp của Thiền sư Tì Ni Đa Lưu Chi. Sư tu chùa Pháp Vân, hương Cổ Châu, huyện Long Biên.

## Cơ duyên và hành trạng
Ban đầu sư xuất gia thọ giới cụ túc với đại sư Quán Duyên ở chùa Quán Vân. Sau khi nhận được yếu chỉ thiền từ Thiền sư Tì Ni Đa Lưu Chi bèn đến núi Thiên Phúc tu tập Thiền định, quên hết cả vật lẫn bản thân mình khiến cho chim chóc, dã thú tới tự do vui đùa; người đời hâm mộ danh tiếng đến học đạo nhiều nên sư cho dựng chùa Chúng Thiện làm nơi lưu trú. Dòng Thiền Nam phương hưng thịnh từ đó.
Nhà Tùy từ lâu nghe tiếng người nước Nam sùng chuộng đạo Phật nay lại có bậc cao tăng đức cao đạo trọng nên Tùy Cao tổ bèn cho đem xá lỵ Phật sang ban cho sư Pháp Hiền để xây tháp cúng thờ. Sư đem chia cho các chùa Pháp Vân ở Luy Lâu và ở các châu: Phong Châu, Hoan Châu, Trường Châu để dựng tháp thờ.
Khi sư Pháp Hiền còn ở chùa Quán Vân, một hôm Thiền sư Tì Ni Đa Lưu Chi từ Quảng Châu đến, gặp sư bèn hỏi:
 Ngươi họ gì?
Sư hỏi lại: Hòa thượng họ gì?
Tì Ni Đa Lưu Chi nói: Ngươi không có họ ư?''
Sư đáp: Họ không phải không có, nhưng hòa thượng cần gì phải biết
Tì Ni Đa Lưu Chi quát bảo: Biết để làm gì?
Sư hoát nhiên đại ngộ.
Sư tịch năm Bính Tuất, niên hiệu Đường Vũ Đức thứ chín (626)